# Amin Chiakha
Amin Chiakha (en arabe : أمين شياخة), né le 12 mars 2006 à Copenhague au Danemark, est un footballeur international algérien qui joue au poste d'avant-centre au Vejle BK, en prêt du FC Copenhague.

## Biographie

### Naissance et jeunesse
Amin Chiakha est né à Copenhague au Danemark, d'un père algérien et d'une mère danoise. Son père Aïssa Chiakha, quitte Guelma sa ville d'origine en Algérie et rejoint la France pour trouver un travail. Lors d'un voyage à Copenhague, il rencontre Christina. Finalement, le couple reste au Danemark.
Quant à Amin, il commence le sport en pratiquant le taekwondo de ses sept ans jusqu'à ses onze ans. En 2016, il reçoit son certificat, et atteint la ceinture noir.

### En club
Amin Chiakha commence le football au Sundby Boldklub avant d'être formé par le FC Copenhague. Il se montre à son avantage avec les équipes de jeunes du club notamment avec les moins de 17 ans, et le 2 mars 2023 il signe un nouveau contrat de trois ans avec le FC Copenhague.
Il s'illustre également en Youth League en terminant co-meilleur buteur de la compétition lors de la saison 2023-2024 avec un total de sept buts en neuf matchs,.
Performant avec l'équipe des moins de 19 du club de Copenhague, Chiakha est appelé pour la première fois en équipe première par l'entraîneur Jacob Neestrup en mai 2024.
Il joue son premier match en professionnel le 22 juillet 2024, lors d'une rencontre de championnat contre le Lyngby BK. Il entre en jeu à la place de Orri Óskarsson lors de cette rencontre remportée par son équipe par deux buts à zéro. Le 20 septembre 2024, Chiakha prolonge de nouveau son contrat avec le FC Copenhague, étant désormais lié au club jusqu'en juin 2029,.
Le 7 novembre 2024, le jeune attaquant de 18 ans se fait remarquer en marquant deux buts contre  İstanbul Başakşehir FK en phase de groupe de la Ligue Conférence 2024-2025. Il s'agit de ses deux premiers buts en professionnel. Entré en jeu à la place d'Andreas Cornelius, il permet avec ses deux buts à son équipe d'égaliser et d'obtenir le match nul alors qu'elle était menée de deux buts (2-2 score final),.
Le 26 mai 2025 Amine Chiakha remporte son premier trophée avec Copenhague en remportant la première division danoise. 
Le 6 août 2025, Amin Chiakha rejoint le Vejle BK sous la forme d'un prêt d'une saison, sans option d'achat. Il arrive afin de gagner en temps de jeu et en expérience.

### En sélection
Amin Chiakha représente l'équipe du Danemark des moins de 17 ans, marquant huit buts en neuf matchs joués entre 2022 et 2023.
En octobre 2024, Chiakha confirme son changement de nationalité sportive, souhaitant désormais représenter l'Algérie en sélection.
Le 7 novembre 2024, Amin Chiakha est convoqué pour la première fois avec l'équipe nationale d'Algérie par le sélectionneur Vladimir Petković pour des matchs comptant pour les éliminatoires de la CAN 2025.
Il honore sa première sélection avec l'Algérie lors de ce rassemblement le 14 novembre 2024, en entrant en jeu face à la Guinée équatoriale. Les deux équipes se neutralisent ce jour-là (0-0 score final),.

## Statistiques

### En club
| Saison                | Club                  | Championnat           | Championnat | Championnat | Championnat | Coupe(s) nationale(s) | Coupe(s) nationale(s) | Coupe(s) nationale(s) | Compétition(s) continentale(s) | Compétition(s) continentale(s) | Compétition(s) continentale(s) | Compétition(s) continentale(s) | Total | Total | Total |
| Saison                | Club                  | Division              | M.          | B.          | P.d.        | M.                    | B.                    | P.d.                  | Comp.                          | M.                             | B.                             | P.d.                           | M.    | B.    | P.d.  |
| 2024-2025             | FC Copenhague         | Superliga             | 17          | 2           | 0           | 3                     | 1                     | 0                     | C4                             | 9                              | 4                              | 0                              | 29    | 7     | 0     |
| 2025-2026             | Vejle BK (prêt)       | Superliga             | 2           | 0           | 0           | -                     | -                     | -                     | -                              | -                              | -                              | -                              | 2     | 0     | 0     |
| Total sur la carrière | Total sur la carrière | Total sur la carrière | 19          | 2           | 0           | 3                     | 1                     | 0                     | -                              | 9                              | 4                              | 0                              | 31    | 7     | 0     |

### En sélection nationale
| Saison                | Sélection             | Phases finales        | Phases finales | Phases finales | Phases finales | Éliminatoires CDM | Éliminatoires CDM | Éliminatoires CDM | Éliminatoires CAN | Éliminatoires CAN | Éliminatoires CAN | Matchs amicaux | Matchs amicaux | Matchs amicaux | Total | Total | Total |
| Saison                | Sélection             | Compétition           | M              | B              | Pd             | M                 | B                 | Pd                | M                 | B                 | Pd                | M              | B              | Pd             | M     | B     | Pd    |
| --------------------- | --------------------- | --------------------- | -------------- | -------------- | -------------- | ----------------- | ----------------- | ----------------- | ----------------- | ----------------- | ----------------- | -------------- | -------------- | -------------- | ----- | ----- | ----- |
| 2024-2025             | Algérie               | -                     | -              | -              | -              | 1                 | 0                 | 0                 | 1                 | 0                 | 0                 | 0              | 0              | 0              | 2     | 0     | 0     |
| Total sur la carrière | Total sur la carrière | Total sur la carrière | -              | -              | -              | 1                 | 0                 | 0                 | 1                 | 0                 | 0                 | 0              | 0              | 0              | 2     | 0     | 0     |

### Matchs internationaux
Le tableau suivant liste les rencontres de l'équipe d'Algérie dans lesquelles Amin Chiakha a été sélectionné depuis le 14 novembre 2024 jusqu'à présent :

## Palmarès

### En club
| FC Copenhague (2)                                                            |
| ---------------------------------------------------------------------------- |
| - Superliga (1) : - Champion en 2025 - DBU Pokalen (1) : - Vainqueur en 2025 |